# 25e brigade d'infanterie (Australie)
Pour les articles homonymes, voir 25e brigade.
La 25e brigade est une unité d'infanterie de la taille d'une brigade de l'armée australienne qui a servi pendant la Seconde Guerre mondiale. 

## Histoire
Créé en juillet 1940 et composée de trois bataillons d'infanterie, la 25e brigade sert d'abord au Royaume-Uni, où elle fait partie de la garnison chargée de se défendre contre une éventuelle invasion allemande. En 1941, la brigade est redéployée au Moyen-Orient où elle participe à la campagne Syrie-Liban en menant plusieurs actions autour de Marjayoun et Jezzine.
Après l'entrée en guerre du Japon, la 25e brigade est transférée en Australie et participe ensuite aux combats en Nouvelle-Guinée. Tout au long de 1942-1943, la brigade combat dans les dernières étapes de la campagne de la piste Kokoda et autour de Buna-Gona. Plus tard, ses hommes participent aux combats autour de Lae et de la crête Shaggy, avant d'être repliés en Australie pour une longue période de repos et de réorganisation. En 1945, la 25e brigade est engagée dans la campagne de Bornéo, effectuant un débarquement amphibie à Balikpapan en juillet 1945 avant sa dissolution en 1946.